# Kazaky
Kazaky (aussi connu sous le nom de The Boys In Heels, Les Garçons en talons) est un groupe de chanteurs et danseurs ukrainiens. Il est composé de quatre membres : Oleg Zhezhel, Artur Gasparian, Kyryll Fedorenko et Artemiy Lazarev.
Rassemblé autour du chorégraphe Oleg Zhezhel, le groupe a réalisé plusieurs chansons qui ont gagné en popularité grâce à YouTube et aux réseaux de fanpage tel que Kazaky France, Kazaky Mexico, Kazaky Japan.

## Membres
| Member | Member                                         | 2010 | 2011 | 2012 | 2013 | 2014 | 2015 | 2016 | 2019 |
| ------ | ---------------------------------------------- | ---- | ---- | ---- | ---- | ---- | ---- | ---- | ---- |
|        | Kyryll Fedorenko (2010-2016; 2019-aujourd'hui) |      |      |      |      |      |      |      |      |
|        | Artur Gaspar (2010–2016; 2019-aujourd'hui)     |      |      |      |      |      |      |      |      |
|        | Artemiy Lazarev (2014–2016; 2019-aujourd'hui)  |      |      |      |      |      |      |      |      |
|        | Oleg Zhezhel (2010–2013)                       |      |      |      |      |      |      |      |      |
|        | Stas Pavlov (2010–2011; 2013–2014)             |      |      |      |      |      |      |      |      |
|        | Francesco Borgato (2011–2013)                  |      |      |      |      |      |      |      |      |
|        | Vlad Koval (2019–aujourd'hui)                  |      |      |      |      |      |      |      |      |
|        | Evgeny Goncharenko (2019–aujourd'hui)          |      |      |      |      |      |      |      |      |

En août 2011, Stas Pavlov quitte le groupe. Il est remplacé par le danseur italien Francesco Borgato.
En février 2013, Francesco laisse sa place à Stas Pavlov qui marque son grand retour dans le groupe, avec le clip "Crazy Law".
En octobre 2014, Stas Pavlov quitte définitevement le groupe et est remplacé par le danseur Artemiy Lazarev.
En juin 2019, deux nouveaux membres sont dévoilés sur le clip de la chanson "Push" : Vlad Koval and Evgeny Goncharenko

## Nom
« Kazaky » est la prononciation ukrainienne pour le mot cosaques. Les cosaques occupent une place très importante dans la culture ukrainienne, néanmoins le groupe explique que ce nom n'a rien à voir avec les cosaques originaux. C'est principalement la culture japonaise qui a influencé leur choix.

## Activités
Leur première chanson, In the Middle, a été dévoilée fin 2010. Elle reçut la récompense « Découverte de l'année » au Myway Dance Awards 2010.
Kazaky a été remarqué par plusieurs magazines reconnus, tels que le New York Post, GQ, DNA Magazine, Attitude, Instinct, L'Officiel, Marie Claire, 10Magazine, Billboard, Los Angeles Times, The New York Times Tetu, et GOSSIPS (Japon).
Le 16 juillet 2011, ils font leur entrée sur la scène américaine au Club 57 de New York, chantant pour la première fois leur single I'm Just a Dancer.
Le 8 août 2011, Francesco Borgato remplace Stas Pavlov, qui quitte le groupe, pour se lancer dans un projet personnel.
Début 2012, ils apparaissent dans le clip Girl Gone Wild de Madonna. À la suite de cette collaboration avec Madonna, le groupe sort un premier album The Hills Chronicles. Cet album est composé de 14 chansons au sonorités électro/dance, dont quelques singles marquant de Kazaky "Love" "In the middle" "Time", etc. accélèrent la notoriété du groupe.
Cet album est produit et réalisé par les créateurs du groupe.
Le 7 mai 2013, ils annoncent sur les réseaux sociaux leur nouvel opus pour juin de la même année, nommé « I LIKE IT ». Le premier single "Crazy Law" est annoncé pour le 4 mars 2013. Le deuxième single de "Touch Me" rencontre un fort succès auprès des fans et le clip est visionné près de 1 million de fois en un mois.
Le troisième single est une nouvelle version de "Doesn't Matter", illustré par un clip de promotion constitué d'images de concerts, backstages et vidéos personnelles du groupe.
Le quatrième single dévoilé est "The Sun". Il constitue le premier single interprété par trois membres, Oleg ayant quitté le groupe pour en devenir le producteur et chorégraphe à part entière. Kazaky n'est donc plus composé que de Stas, Artur et Kyryll.

## Album
| Year | Titre                  | Artiste | Single |
| ---- | ---------------------- | ------- | --- |
| 2012 | "The Hills Chronicles" | Kazaky  | 1. Symphony 2. Game Over 3. I Can't Stop 4. Last Night 5. In the Middle 6. Love 7. Barcelona 8. I'm Just a Dancer 9. Stop the Network 10. Dance and Change 11. Time 12. In the Middle (Remix) 13. Love (Remix) 14. I'm Just a Dancer (Remix) |
| 2013 | "I Like It: Part 1"    | Kazaky  | 1. Secret Mission 2. Crazy Law 3. Doesn't Matter 4. Touch Me 5. Magic Pie 6. I Like It (Preview) 7. Barcelona (Stage Rockers Remix) 8. In the Middle (Stage Rockers Remix) 9. Crazy Law: DJ V1t & Leo Burn Remix 10. Crazy Law: DjV1t & Allen Heinz Remix 11. Touch Me: DJ Shtopor & DJ V1t Remix 12. Touch Me: DJ V1 & Allen Heinz Remix 13. Doesn't Matter (Light) |